# Chey

Chey este o comună în departamentul Deux-Sèvres, Franța. În 2009 avea o populație de 621 de locuitori.